# U.Sプレイング・カード社
U.Sプレイング・カード社（The U.S. Playing Card Company、USPCC、ゆーえす - しゃ）はアメリカ、ケンタッキー州アーランガーにあるプレイング・カード（トランプ）の製造・販売を行っている非公開会社。

## 概要
1867年にオハイオ州シンシナティにおいてRussell, Morgan & Co.としてA. O. RussellとRobert J. Morganによって創業。当初は多色刷りの便箋やサーカスのポスターなどを製作する印刷会社だった。1881年からトランプの製造に参入し、1894年にトランプ製造部門が独立して現在の形となった。同業他社の買収に熱心な会社として知られ、買収した会社のブランドは同社が引き継いで生産している。

## 代表的なブランド
ビー（Bee）
1892年にNew York Consolidated Card Company（1894年にUSPPCが買収）によって発売。スペードのエースに描かれている「92」は発売年に由来する。ダイヤモンド・バックと呼ばれる、縁のないデザイン。世界中のカジノに卸されており、その際には裏面に各カジノやホテルのロゴを入れているのが特徴。一般向けにはロゴがないものが出回っている。
バイスクル（Bicycle）
1885年発売。滑りが良いため手品用としても需要があり、ギャフカード（仕掛けカード）も多く製造している。「モーターサイクル」や「オートモービル」「マンドリン」など、数多くのデザインが製造された。マジック用に特化した高品質のデックも製造されているほか、日本向けのコラボレーションデザインのカードが数多く存在するのも特徴。
タリホー（Tally-Ho）
1885年にAndrew Dougherty社（1907年にUSPPCが買収）によって発売。裏面に円形模様が描かれた「サークル・バック」や団扇が描かれている「ファン・バック」などがある。
以前は、量販店向けの安価版の「アビエーター」や「バイスクル・セカンド」というブランドも存在したが、現在では製造をストップしている。
自社製品だけでなく、OEM生産も積極的に行っている。

## その他
- 1958年、日本国内でディズニートランプをヒットさせていた山内溥（当時の任天堂社長）が工場とオフィスの視察に訪れたが、世界的なシェアを持つ最大手にもかかわらず、想像より小規模なオフィスだったことにショックを受け、多角化経営を決意したという。
- 2019年12月にベルギーに本社を持つカルタムンディ社に買収され子会社化。
- イラクのお尋ね者トランプカードには同社が商標登録していたジョーカーの絵柄が使われていた。